# Topola kanadyjska
Topola kanadyjska, topola euramerykańska (Populus × canadensis) – mieszaniec z rodziny wierzbowatych (Salicaceae). Mianem topól kanadyjskich określane są kultywary oraz spontaniczne mieszańce powstałe w wyniku krzyżowania euroazjatyckiej topoli czarnej (P. nigra) z topolą deltoidalną (P. deltoides). W Polsce powszechnie sadzonych jest 6 odmian: 'Serotina', 'Robusta', 'Marilandica', 'Gelrica', 'Grandis'/'Regenerata' i 'Flachslanden'. Znanych jest także wiele kultywarów pochodzących z krzyżowania różnych odmian gatunków rodzicielskich, przy czym poza wyżej wymienionymi, są one spotykane rzadko. Topole euramerykańskie odkrywane, opisywane i rozpowszechniane w uprawie zaczęły być w Europie od XVIII wieku.

## Morfologia
PokrójRosłe drzewa osiągające do 3 m średnicy pnia, o wysokości do 30-40 metrów, z szeroką, wysoką i bardzo luźną koroną. Korony szerokie i mniej lub bardziej kopulaste ('Serotina', 'Flachslanden', 'Marilandica', 'Virginiana de Frignicourt') lub wyniosłe i bardziej zwarte ('Robusta', 'Grandis', 'Gelrica', 'I-214').
PieńMasywny, zgrubiały u nasady, opatrzony bardzo luźno ułożonymi i szeroko odstającymi konarami. Kora jasnoszara ('Gelrica') do szarobrązowej ('Robusta', 'Grandis', 'Flachslanden') i ciemnoszarej ('Serotina', 'Marilandica'), przeważnie głęboko bruzdowana, bruzdy często długie i dość szerokie. Rzadko tworzą guzy i odrośla.
LiścieW zarysie trójkątne, mają około 7–8 cm długości, u nasady są ścięte lub lekko sercowate, ze smukłym wierzchołkiem z przodu, wyraźnie oddzielonym od pozostałej powierzchni blaszki, na brzegach faliste, dzięki płaskim ząbkom nierównej wielkości. U nasady blaszki z gruczołkami. Ogonki liściowe zwykle bardzo wyraźnie spłaszczone, mające 3–5 cm długości.
KwiatyKotki męskie błyszczące, czerwonawe, odpadają po przekwitnieniu. Kotki żeńskie dość grube i masywne są błyszczące, zielonożółte i odpadają znacznie później.
OwoceTorebka owocowa, zawierająca pęczki włosów nasiennych, służących do rozsiewania przez wiatr. Wytwarzane w wielkich ilościach.

## Biologia
Megafanerofit. Roślina dwupienna. Drzewa rosną bardzo szybko. Kwitną w marcu i kwietniu. Drewno jest miękkie, można z niego produkować celulozę. W zależności od odmiany żyją przeważnie ok. 100-150 lat, choć w gorszych warunkach i nadmiernym zagęszczeniu zaczynają obumierać w wieku 40-50 lat. 

## Zmienność
W Polsce w formie zdziczałej występuje na nieużytkach, brzegach rzek, na wsiach i w miastach, miejscami wypiera rodzime topole czarne. Jest sadzona głównie przy drogach (najczęściej 'Robusta'), w gospodarstwach, w terenach zieleni i w parkach (liczne wartościowe odmiany).
Odmiany uprawiane w Polsce:
- 'Serotina' – topola późna. Najstarszy mieszaniec topoli kanadyjskiej. Spotykana jeszcze na wsiach i w starych parkach. Korona kopulasta, wysoko lub nisko osadzona z długimi i masywnymi konarami. Kora na pniu bardzo głęboko bruzdowana. Listnieje w maju – najpóźniej ze wszystkich topól.

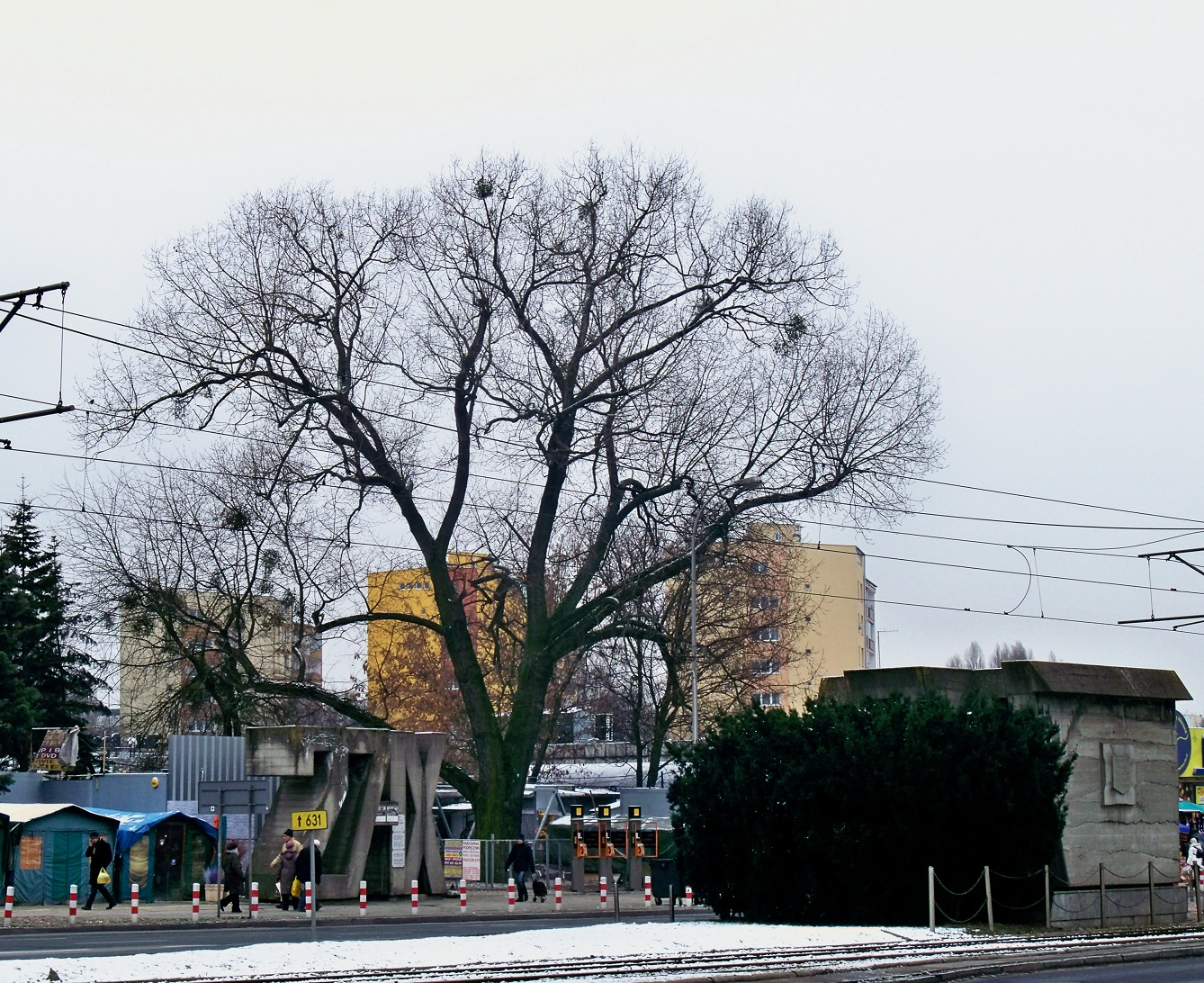
Topola późna

- 'Robusta' – topola bujna, topola niekłańska. Najpopularniejszy i nadal powszechnie sadzony kultywar o wysoko osadzonej cylindrycznej koronie i ukośnie w górę skierowanymi konarami.

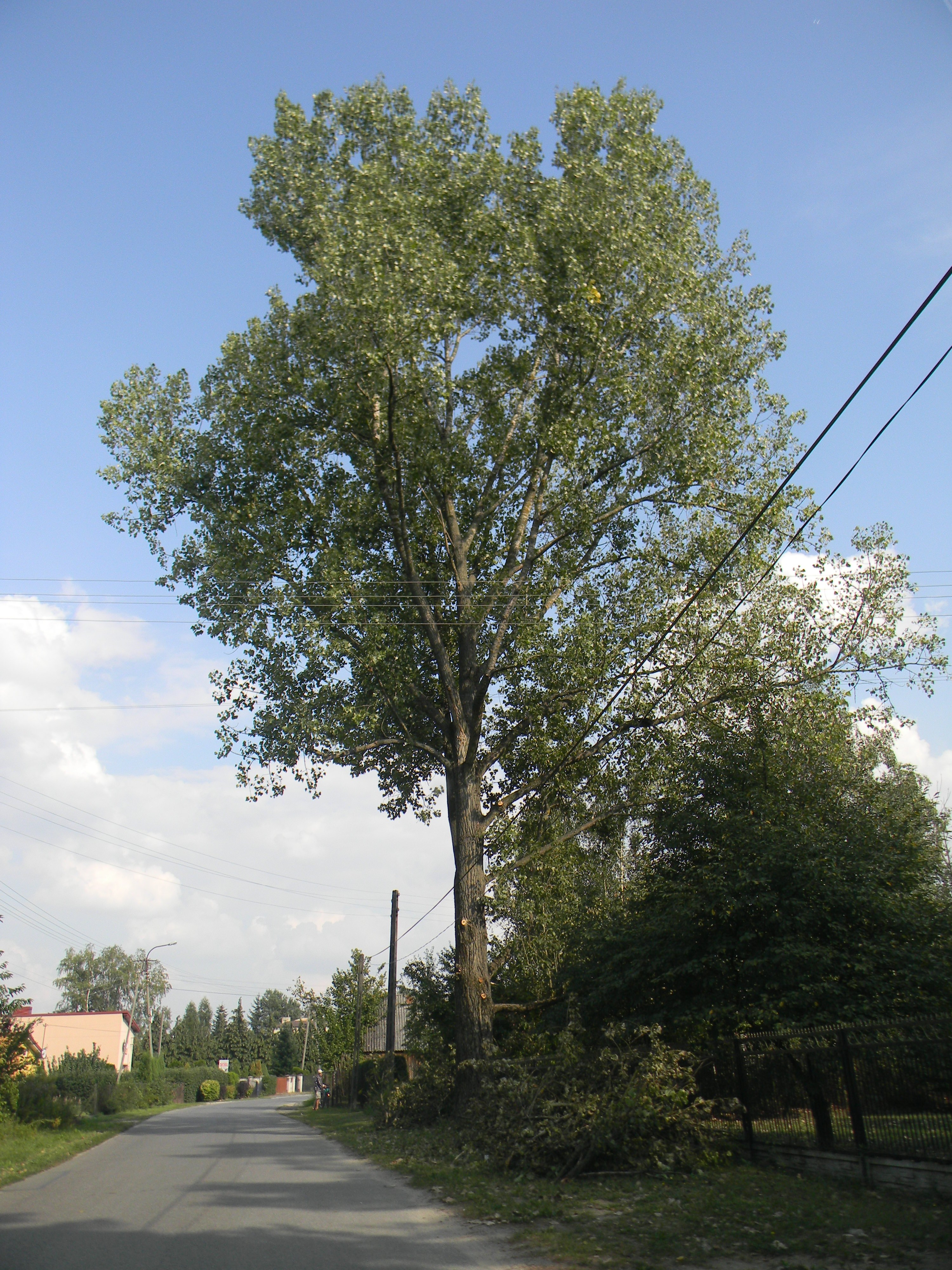
Topola bujna

- 'Marilandica' – topola holenderska. Stary mieszaniec popularny w miastach o szerokiej koronie i lekko przewieszających się obwodowych gałązkach. Często tworzy na pniu guzy i pędy odroślowe.

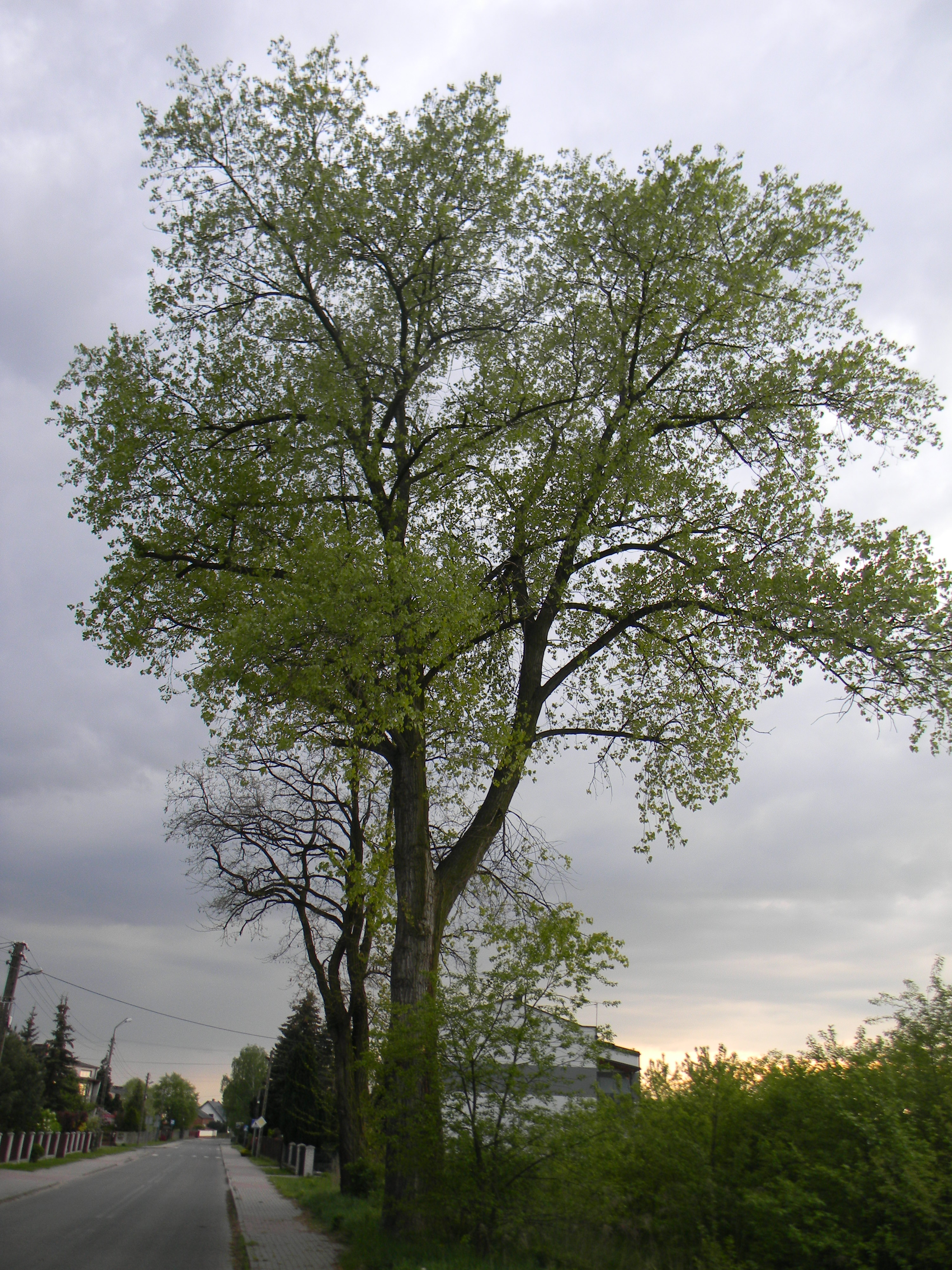
Topola holenderska

- 'Gelrica' – topola geldryjska. Ozdobna odmiana o jasnokremowej barwie kory na młodych konarach. Kora na pniach płytko spękana i w odcieniach jaśniejszej szarości.

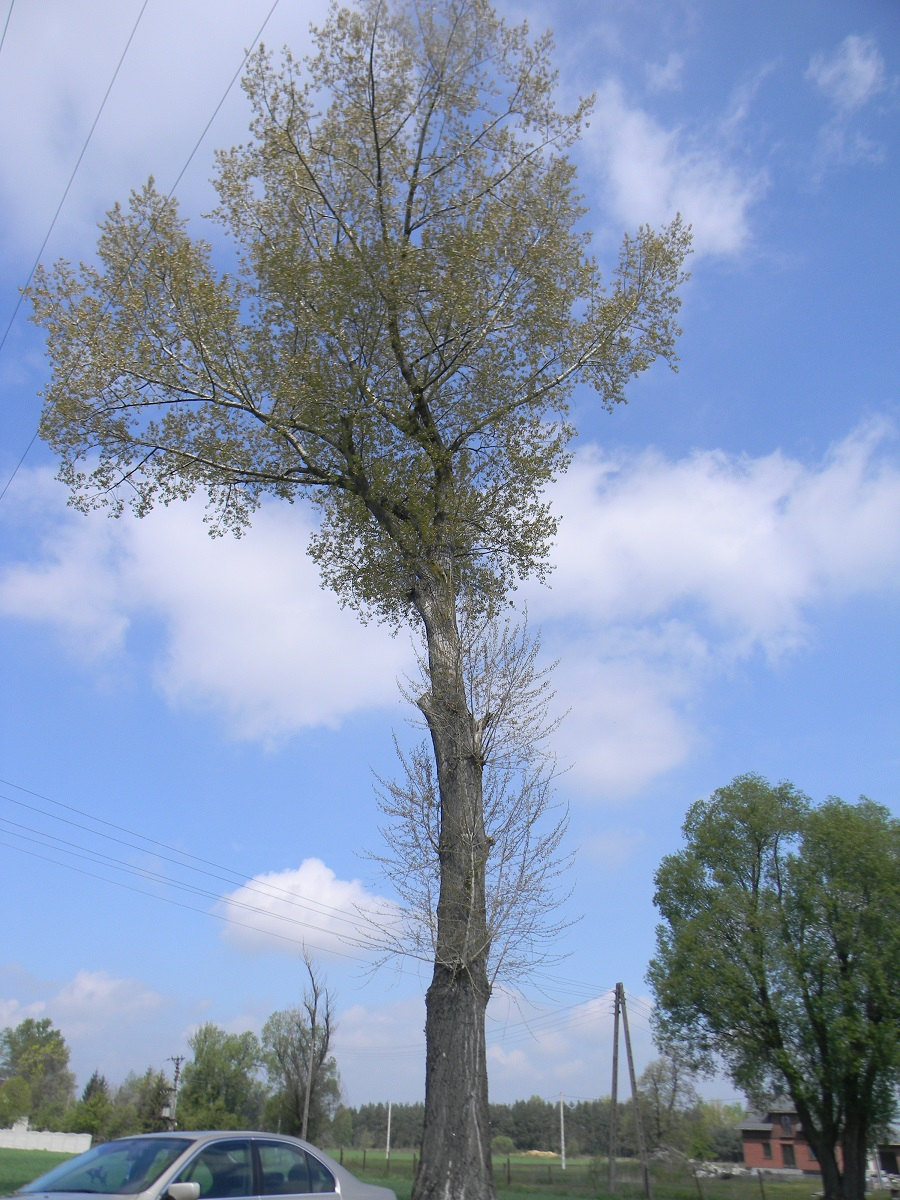
Topola geldryjska

- 'Grandis'/'Regenerata' – topola francuska. Drzewo o prostym, wysokim pniu i szeroko cylindrycznej koronie. Słabo się zapyla, przez co masowo zrzuca owocostany przed dojrzeniem.

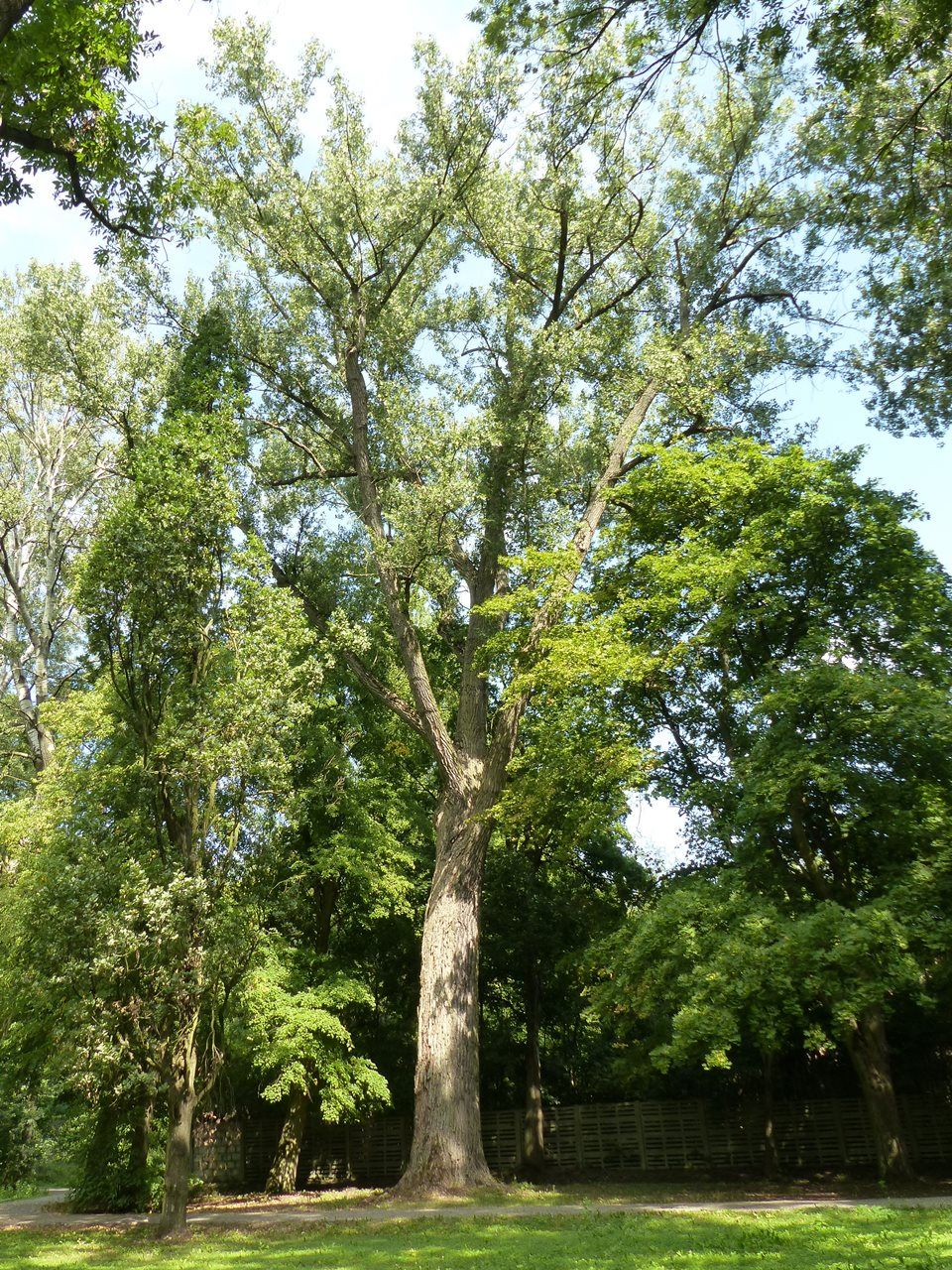
Topola francuska

- 'Flachslanden' – topola bawarska. Popularny i nadal sadzony kultywar o szerokiej koronie i długich, przewieszających się kwiatostanach żeńskich. Pień prosty, bez narośli.

Inne:

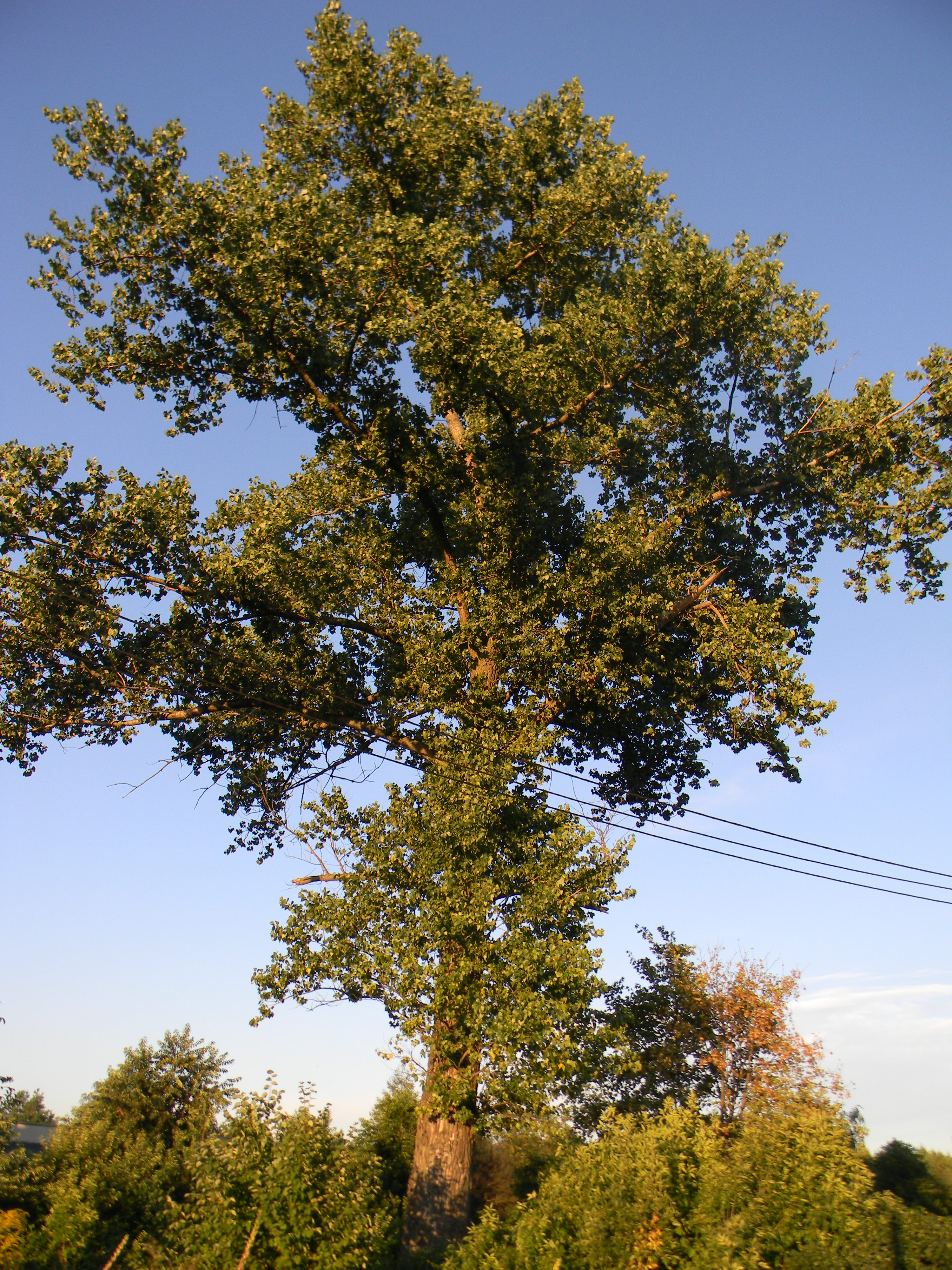
Topola bawarska

- 'Virginiana de Frignicourt' – pędy kanciaste o czerwonym zabarwieniu. Korona szeroka.
- 'Löns' – mutant topoli bujnej o zielonej barwie młodych liści.
- 'I-214' – włoski kultywar o jasnej barwie korny. W Polsce nie w pełni mrozoodporny.

## Zastosowanie
Topole popularnie sadzone w wielu obszarach (także w Polsce). Stosowane dla uzyskania szybko rosnących zadrzewień. 